# هرمان گارن
هرمان گارن (انگلیسی: Hermann Garrn; ۱۱ مارس ۱۸۸۸ – ۲۷ مارس ۱۹۶۶) بازیکن فوتبال اهل آلمان بود.
از باشگاه‌هایی که در آن بازی کرده‌است می‌توان به اشاره کرد.
وی همچنین در تیم ملی فوتبال آلمان بازی کرده‌است.